# Messaoud Boudjeriou
Messaoud Boudjeriou (em árabe: مسعود بوجريو), anteriormente Aïn Kerma, é uma cidade e comuna localizada na província de Constantina, Argélia. Segundo o censo de 2008, a população total da cidade era de 9 050 habitantes.